# 賴恩巴赫河 (梅納赫河支流)
48°58′47″N 12°41′31″E / 48.979652°N 12.692052°E
賴恩巴赫河是德國的河流，位於該國東南部，由巴伐利亞負責管轄，屬於梅納赫河的右支流，河道全長0.8公里，流域面積0.8平方公里。